# Ma’arrat Misrin (poddystrykt)
Ma’arrat Misrin – jedna z 7 jednostek administracyjnych trzeciego rzędu (nahijja) dystryktu Idlib w muhafazie Idlib w Syrii.
W 2004 roku poddystrykt zamieszkiwało 57 859 osób.